# حكومة محسن البرازي
الحكومة السورية التي تشكلت في 1 يوليو 1949، هي الحكومة الأربعين في تاريخ سوريا الحديث، والخماسة والعشرون في عهد الجمهورية السورية الأولى، والثانية بعد انقلاب حسني الزعيم وآخرها. مكثت في السلطة 45 يومًا، قبل أن يطيح بها انقلاب سامي الحناوي، وتصدر المحكمة العسكرية الخالصة حكمًا بإلإعدام على الزعيم ورئيس وزراءه محسن البرازي.

## تشكيلة الحكومة
| الوزير          | الوزارة                            |
| --------------- | ---------------------------------- |
| محسن البرازي    | رئيس الوزراء                       |
| عبد الله عطفة   | وزير الدفاع                        |
| خليل مردم       | وزير التعليم، وزير الصحة           |
| حسن جبارة       | وزير المالية، وزير الاقتصاد الوطني |
| نوري الإبش      | وزير الزراعة                       |
| فتح الله الصقال | وزير الأشغال العامة                |

| الترتيب | المنصب               | الصورة | شاغل المنصب     | الحزب | الحزب | في المنصب من   | في المنصب حتى | ملاحظات |
| ------- | -------------------- | ------ | --------------- | ----- | ----- | -------------- | ------------- | ------- |
| –       | رئيس الوزراء         |        | محسن البرازي    |       |       | 26 حزيران 1949 | 14 آب 1949    |         |
|         | الداخلية             |        | محسن البرازي    |       |       |                |               |         |
|         | الخارجية             |        | محسن البرازي    |       |       |                |               |         |
|         | العدلية              |        | مصطفى الشهابي   |       |       |                |               |         |
|         | المعارف              |        | خليل مردم بك    |       |       | 18 نيسان 1949  |               |         |
|         | الصحة والإسعاف العام |        | خليل مردم بك    |       |       | 18 نيسان 1949  |               |         |
|         | المالية              |        | حسن جبارة       |       |       |                |               |         |
|         | الاقتصاد الوطني      |        | حسن جبارة       |       |       | 19 نيسان 1949  |               |         |
|         | وزير الزراعة         |        | نوري الأيبش     |       |       |                |               |         |
|         | الأشغال العامة       |        | فتح الله الصقال |       |       | 19 نيسان 1949  |               |         |
|         | الدفاع الوطني        |        | عبد الله عطفة   |       |       |                |               |         |

## الملاحظات
1. ↑  فراغ الحقل لا يعني بالضرورة أن شاغل المنصب مستقل سياسياً أو غير حزبي، ولكن بسبب عدم توفر المعلومات أو المصادر.